# Viuz-en-Sallaz
Viuz-en-Sallaz är en kommun i departementet Haute-Savoie i regionen Auvergne-Rhône-Alpes i sydöstra Frankrike. Kommunen ligger i kantonen Saint-Jeoire som tillhör arrondissementet Bonneville. År 2022 hade Viuz-en-Sallaz 4 668 invånare.

## Befolkningsutveckling
Antalet invånare i kommunen Viuz-en-Sallaz
| Referens: INSEE |